# 江浦路隧道
江浦路隧道，是中国上海市杨浦区与浦东新区之间的一条黄浦江越江隧道，北起江浦路龙江路路口，南至民生路商城路路口，全长2.28千米，双向共四条车道。江浦路隧道与上海轨道交通18号线越黄浦江段共建，于丹阳路站、昌邑路站附近上穿18号线。

## 历史
- 2016年12月21日：开工[2]。
- 2021年9月30日：通车[3]。